# 디지털도서관 (하남시)
디지털도서관은 경기도 하남시에 있는 도서관이다.

## 연혁
- 2018년 12월 24일 개관.